# Wymię

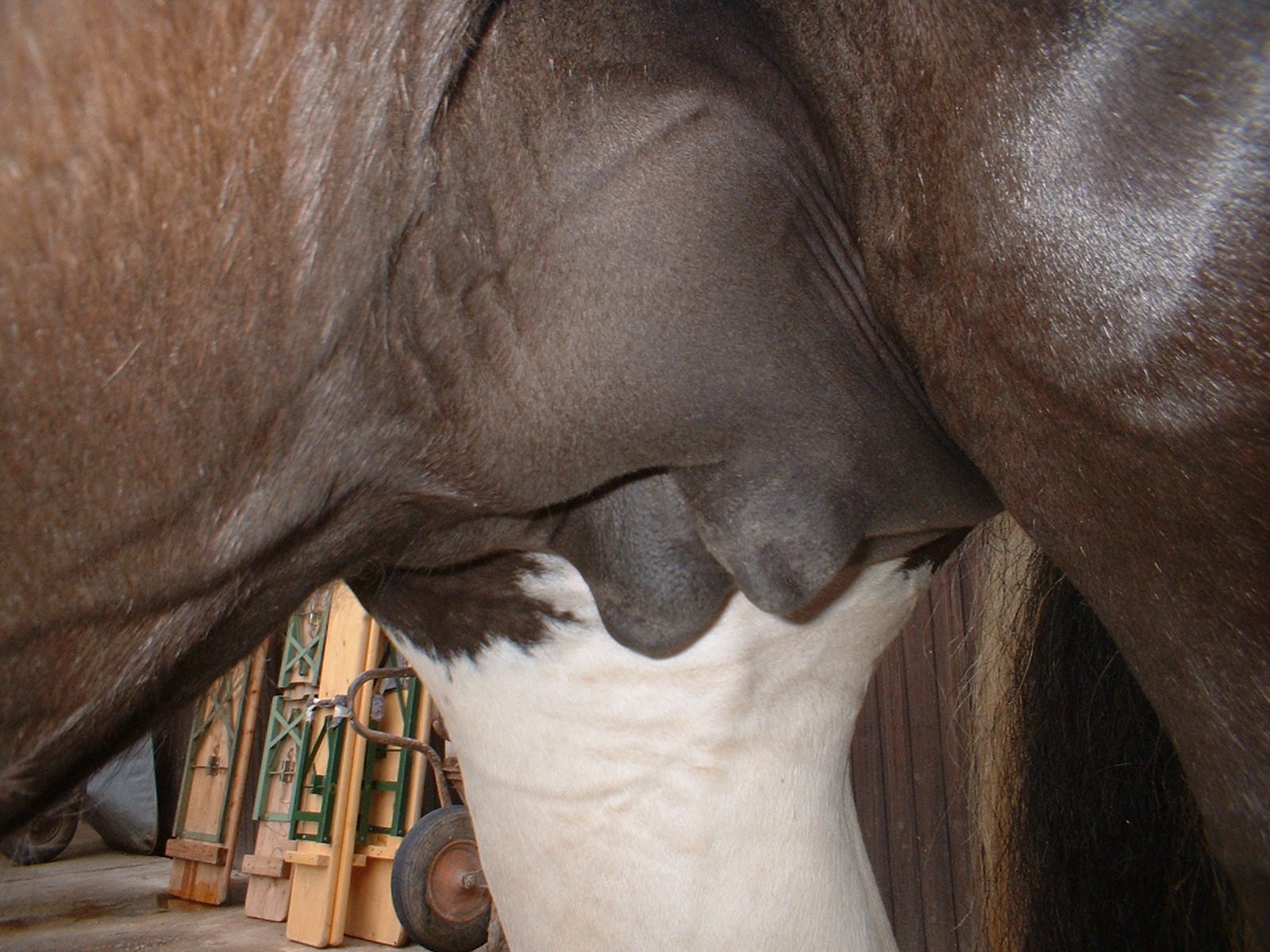
Wymię klaczy

Wymię – narząd samic niektórych ssaków (głównie udomowionych przeżuwaczy, koniowatych i jeleniowatych), zawierający gruczoły mlekowe.

## Galeria

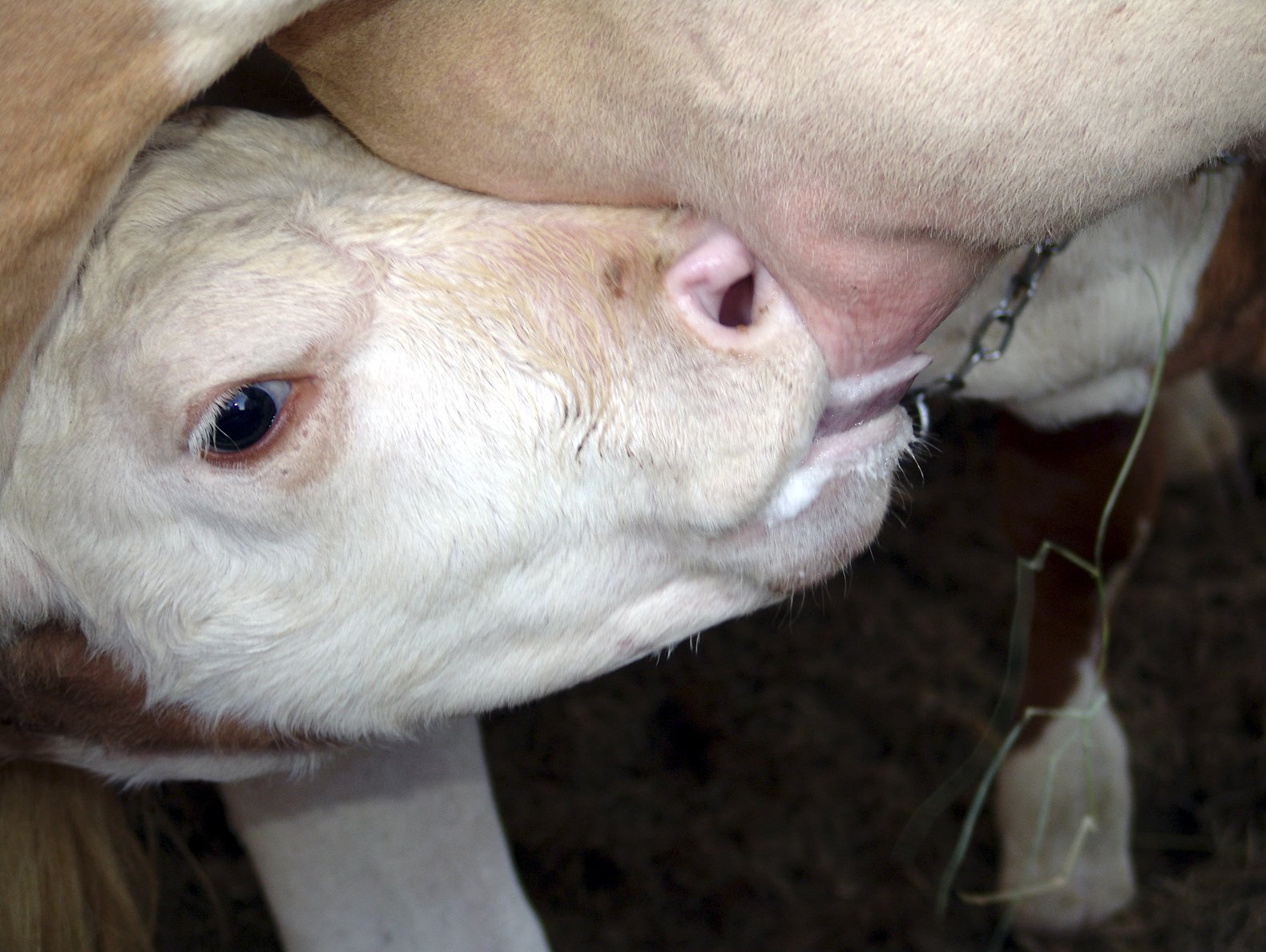
Krowa
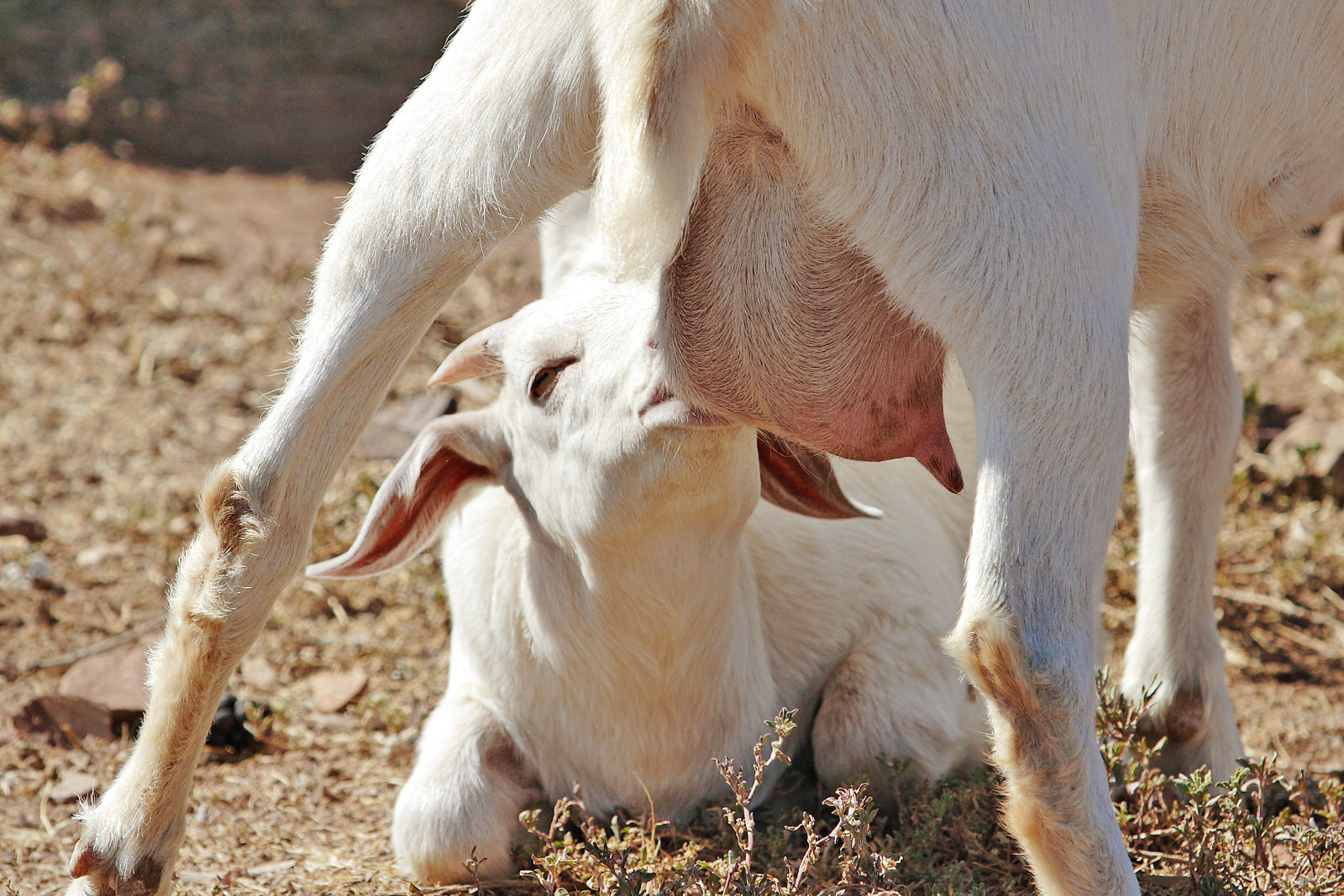
Koza